# Ла Торета (Рим)
Ла Торета је насеље у Италији у округу Рим, региону Лацио.
Према процени из 2011. у насељу је живело 383 становника. Насеље се налази на надморској висини од 63 м.